# Övertjärnen (Sättna socken, Medelpad)
Övertjärnen är en sjö i Sundsvalls kommun i Medelpad och ingår i Ljungans huvudavrinningsområde. Sjön har en area på 0,0316 kvadratkilometer och ligger 265,1 meter över havet.

## Delavrinningsområde
Övertjärnen ingår i det delavrinningsområde (692991-155390) som SMHI kallar för Utloppet av Mellantjärnen. Medelhöjden är 296 meter över havet och ytan är 2,81 kvadratkilometer. Det finns inga avrinningsområden uppströms utan avrinningsområdet är högsta punkten. Djupdalsbäcken som avvattnar avrinningsområdet har biflödesordning 4, vilket innebär att vattnet flödar genom totalt 4 vattendrag innan det når havet efter 61 kilometer. Avrinningsområdet består mestadels av skog (93 procent).